# Specie di Zingiber
Elenco delle specie di Zingiber

## A
```
   Zingiber acuminatum Valeton
   Zingiber aguingayae Docot
   Zingiber albiflorum R.M.Sm.
   Zingiber album Nurainas
   Zingiber anamalayanum Sujanapal & Sasidh.
   Zingiber angustifolium C.K.Lim & Meekiong
   Zingiber apoense Elmer
   Zingiber argenteum Mood & Theilade
   Zingiber arunachalensis A.Joe, T.Jayakr., Hareesh & M.Sabu
   Zingiber atroporphyreum Škorničk. & Q.B.Nguyen
   Zingiber atrorubens Gagnep.
   Zingiber aurantiacum (Holttum) Theilade
```

## B
```
   Zingiber banhaoense Mood & Theilade
   Zingiber barbatum Wall.
   Zingiber belumense C.K.Lim & Meekiong
   Zingiber bipinianum D.K.Roy, D.Verma, Talukdar & Dutta Choud.
   Zingiber bisectum D.Fang
   Zingiber brachystachys Triboun & K.Larsen
   Zingiber bradleyanum Craib
   Zingiber brevifolium N.E.Br.
   Zingiber bulusanense Elmer
```

## C
```
   Zingiber callianthum Triboun & K.Larsen
   Zingiber capitatum Roxb.
   Zingiber cardiocheilum Škorničk. & Q.B.Nguyen
   Zingiber castaneum Škorničk. & Q.B.Nguyen
   Zingiber caudatum Biseshwori & Bipin
   Zingiber cernuum Dalzell
   Zingiber chantaranothaii Triboun & K.Larsen
   Zingiber chengii Y.H.Tseng, C.M.Wang & Y.C.Lin
   Zingiber chlorobracteatum Mood & Theilade
   Zingiber chrysanthum Roscoe
   Zingiber chrysostachys Ridl.
   Zingiber citriodorum Theilade & Mood
   Zingiber clarkei King ex Baker
   Zingiber cochleariforme D.Fang
   Zingiber collinsii Mood & Theilade
   Zingiber coloratum N.E.Br.
   Zingiber corallinum Hance
   Zingiber cornubracteatum Triboun & K.Larsen
   Zingiber curtisii Holttum
   Zingiber cylindricum Thwaites
```

## D
```
   Zingiber densissimum S.Q.Tong & Y.M.Xia
   Zingiber discolor Škorničk., H.Ð.Tran & Rybková
```

## E
```
   Zingiber eberhardtii Gagnep.
   Zingiber eborinum Mood & Theilade
   Zingiber elatius (Ridl.) Theilade
   Zingiber elatum Roxb.
   Zingiber ellipticum (S.Q.Tong & Y.M.Xia) Q.G.Wu & T.L.Wu
   Zingiber engganoense Ardiyani
```

## F
```
   Zingiber fallax (Loes.) L.Bai, Juan Chen & N.H.Xia
   Zingiber flagelliforme Mood & Theilade
   Zingiber flammeum Theilade & Mood
   Zingiber flaviflorum C.K.Lim & Meekiong
   Zingiber flavofusiforme M.M.Aung & Nob.Tanaka
   Zingiber flavomaculosum S.Q.Tong
   Zingiber flavovirens Theilade
   Zingiber fragile S.Q.Tong
   Zingiber fraseri Theilade
```

## G
```
   Zingiber georgeae Mood & Theilade
   Zingiber gracile Jack
   Zingiber gramineum Noronha ex Blume
   Zingiber griffithii Baker
   Zingiber guangxiense D.Fang
   Zingiber gulinense Y.M.Xia
```

## H
```
   Zingiber hainanense Y.S.Ye, L.Bai & N.H.Xia
```

## I
```
   Zingiber idae Triboun & K.Larsen
   Zingiber incomptum B.L.Burtt & R.M.Sm.
   Zingiber inflexum Blume
   Zingiber integrilabrum Hance
   Zingiber integrum S.Q.Tong
   Zingiber intermedium Baker
   Zingiber isanense Triboun & K.Larsen
```

## J
```
   Zingiber jiewhoei Škorničk.
   Zingiber junceum Gagnep.
```

## K
```
   Zingiber kangleipakense Kishor & Škorničk.
   Zingiber kawagoii Hayata
   Zingiber kelabitianum Theilade & H.Chr.
   Zingiber kerrii Craib
   Zingiber kunstleri King ex Ridl.
```

## L
```
   Zingiber lambii Mood & Theilade
   Zingiber laoticum Gagnep.
   Zingiber larsenii Theilade
   Zingiber latifolium Theilade & Mood
   Zingiber lecongkietii Škorničk. & H.Ð.Tran
   Zingiber leptorrhizum D.Fang
   Zingiber leptostachyum Valeton
   Zingiber leucochilum L.Bai, Skornick. & N.H.Xia
   Zingiber ligulatum Roxb.
   Zingiber limianum Meekiong
   Zingiber lingyunense D.Fang
   Zingiber loerzingii Valeton
   Zingiber longibracteatum Theilade
   Zingiber longiglande D.Fang & D.H.Qin
   Zingiber longiligulatum S.Q.Tong
   Zingiber longipedunculatum Ridl.
   Zingiber longyanjiang Z.Y.Zhu
```

## M
```
   Zingiber macradenium K.Schum.
   Zingiber macrocephalum (Zoll.) K.Schum.
   Zingiber macroglossum Valeton
   Zingiber macrorrhynchus K.Schum.
   Zingiber malaysianum C.K.Lim
   Zingiber marginatum Roxb.
   Zingiber martini R.M.Sm.
   Zingiber matangense Noor Ain, Tawan & Meekiong
   Zingiber matupiense M.M.Aung & Nob.Tanaka
   Zingiber matutumense Mood & Theilade
   Zingiber mawangense Noor Ain & Meekiong
   Zingiber meghalayense Sushil K.Singh, Ram.Kumar & Mood
   Zingiber mekongense Gagnep.
   Zingiber mellis Škorničk., H.Ð.Tran & Sída f.
   Zingiber microcheilum Škorničk., H.Ð.Tran & Sída f.
   Zingiber mioga (Thunb.) Roscoe
   Zingiber mizoramense Ram.Kumar, Sushil K.Singh & S.Sharma
   Zingiber molle Ridl.
   Zingiber monglaense S.J.Chen & Z.Y.Chen
   Zingiber monophyllum Gagnep.
   Zingiber montanum (J.Koenig) Link ex A.Dietr.
   Zingiber multibracteatum Holttum
   Zingiber murlenica Ram.Kumar, Sushil K.Singh & S.Sharma
```

## N
```
   Zingiber nanlingense Lin Chen, A.Q.Dong & F.W.Xing
   Zingiber natmataungense S.S.Zhou & R.Li
   Zingiber nazrinii C.K.Lim & Meekiong
   Zingiber neesanum (J.Graham) Ramamoorthy
   Zingiber neglectum Valeton
   Zingiber negrosense Elmer
   Zingiber neotruncatum T.L.Wu, K.Larsen & Turland
   Zingiber nigrimaculatum S.Q.Tong
   Zingiber nimmonii (J.Graham) Dalzell
   Zingiber nitens M.F.Newman
   Zingiber niveum Mood & Theilade
```

## O
```
   Zingiber odoriferum Blume
   
Zingiber officinale
 
Roscoe

   Zingiber oligophyllum K.Schum.
   Zingiber olivaceum Mood & Theilade
   Zingiber orbiculatum S.Q.Tong
   Zingiber ottensii Valeton
```

## P
```
   Zingiber pachysiphon B.L.Burtt & R.M.Sm.
   Zingiber panduratum Roxb.
   Zingiber papuanum Valeton
   Zingiber pardocheilum Wall. ex Baker
   Zingiber parishii Hook.f.
   Zingiber pauciflorum L.Bai, Skornick., D.Z.Li & N.H.Xia
   Zingiber pellitum Gagnep.
   Zingiber pendulum Mood & Theilade
   Zingiber petiolatum (Holttum) Theilade
   Zingiber pherimaense Biseshwori & Bipin
   Zingiber phillippsiae Mood & Theilade
   Zingiber phumiangense Chaveer. & Mokkamul
   Zingiber pleiostachyum K.Schum.
   Zingiber plicatum Škorničk. & Q.B.Nguyen
   Zingiber popaense Nob.Tanaka
   Zingiber porphyrochilum Y.H.Tan & H.B.Ding
   Zingiber porphyrosphaerum K.Schum.
   Zingiber pseudopungens R.M.Sm.
   Zingiber pseudosquarrosum L.J.Singh & P.Singh
   Zingiber puberulum Ridl.
   Zingiber purpureum Roscoe
   Zingiber pyroglossum Triboun & K.Larsen
```

## R
```
   Zingiber raja C.K.Lim & Kharuk.
   Zingiber recurvatum S.Q.Tong & Y.M.Xia
   Zingiber roseum (Roxb.) Roscoe
   Zingiber rubens Roxb.
   Zingiber rufopilosum Gagnep.
```

## S
```
   Zingiber sabuanum K.M.P.Kumar & A.Joe
   Zingiber sabun C.K.Lim
   Zingiber sadakornii Triboun & K.Larsen
   Zingiber salarkhanii M.A.Rahman & Yusuf
   Zingiber shuanglongense C.L.Yeh & S.W.Chung
   Zingiber simaoense Y.Y.Qian
   Zingiber singapurense Škorničk.
   Zingiber skornickovae N.S.Lý
   Zingiber smilesianum Craib
   Zingiber spectabile Griff.
   Zingiber squarrosum Roxb.
   Zingiber stenostachys K.Schum.
   Zingiber striolatum Diels
   Zingiber subroseum Docot
   Zingiber sulphureum Burkill ex Theilade
```

## T
```
   Zingiber tenuifolium L.Bai, Škorničk. & N.H.Xia
   Zingiber tenuiscapus Triboun & K.Larsen
   Zingiber thorelii Gagnep.
   Zingiber tuanjuum Z.Y.Zhu
```

## U
```
   Zingiber ultralimitale Ardiyani & A.D.Poulsen
```

## V
```
   Zingiber vanlithianum Koord.
   Zingiber velutinum Mood & Theilade
   Zingiber ventricosum L.Bai, Škorničk., N.H.Xia & Y.S.Ye
   Zingiber vinosum Mood & Theilade
   Zingiber viridiflavum Mood & Theilade
   Zingiber vittacheilum Triboun & K.Larsen
   Zingiber vuquangense N.S.Lý, T.H.Lê, T.H.Trinh, V.H.Nguyen & N.D.Do
```

## W
```
   Zingiber wandingense S.Q.Tong
   Zingiber wightianum Thwaites
   Zingiber wrayi Prain ex Ridl.
```

## Y
```
   Zingiber yersinii Škorničk., H.Ð.Tran & Rybková
   Zingiber yingjiangense S.Q.Tong
   Zingiber yunnanense S.Q.Tong & X.Z.Liu
```

## Z
```
   Zingiber zerumbet (L.) Roscoe ex Sm.
   Zingiber zhuxiense G.X.Hu & S.Huang
```